# Adélaïde Charlier
Adélaïde Charlier (Namur 9 de diciembre de 2000) es una activista belga, que lucha por el clima y la justicia social. Fue cofundadora del movimiento Youth for Climate en Bélgica. Es conocida por su compromiso con la lucha contra el cambio climático. Inspirada en las acciones de Greta Thunberg, es una de las figuras, junto a Kyra Gantois y Anuna De Wever, de las primeras huelgas escolares por el clima en Bélgica.

## Biografía
Adélaïde Charlier es de Namur. Es hija de Marie-Claude Cassiers y Jean-Christophe Charlier. Es miembro del partido Ecolo, habiendo sido candidata de este partido en las elecciones municipales, economista especializada en medio ambiente y funcionaria, jefa de la unidad de gobernanza de la agencia belga de desarrollo ENABEL. Hizo parte de sus estudios secundarios en el Collège Notre-Dame de la Paix de Erpent.
Se hizo consciente de la causa climática durante su adolescencia, cuando se instaló con su familia en Vietnam. Entre 2012 y 2016 asistió a la Escuela Internacional de las Naciones Unidas de Hanoi, escuela de las Naciones Unidas donde se abordaba especialmente la cuestión climática. Según sus propias palabras, entonces estaba siguiendo sus estudios « en una escuela de las Naciones Unidas donde se hablaba mucho del tema climático».

### Jóvenes por el clima
En 2018, durante las huelgas climáticas convocadas por la Juventud por el Clima iniciadas en Flandes a instancias de las activistas Anuna De Wever y Kyra Gantois, se solicitó a Adélaïde Charlier que extendiera la movilización a Valonia. Rápidamente se convirtió en una de las portavoces, y figuras del movimiento. En ese momento, todavía estudiaba en el colegio Notre-Dame de la Paix (Namur).
Entre 2018 y 2019, se convirtió en representante de la Bélgica francófona ante Amnistía Internacional.
En octobre 2019, Adélaïde Charlier cruzó el Atlántico en velero para acudir a la COP25 en Santiago de Chile, acompañada de otras activistas como Anuna De Wever. Durante su viaje, se enteraron de que el presidente chileno, Sebastián Piñera, había decidido cancelar la COP25, tras una grave crisis social en el país..
En 2020 comenzó a estudiar Ciencias Políticas y Sociales en la Vrije Universiteit Brussel (VUB) y en la Universidad de Gante (UGent).
Charlie’s también es una apasionada del deporte: formó parte del equipo de natación de la Escuela Internacional de las Naciones Unidas de Hanoi, y practica habitualmente triatlón.

## Publicaciones
Adélaïde Charlier es coautora del libro  Quel monde pour demain, dialogue entre générations  (2020) con Esmeralda de Bélgica, Anuna De Wever y Sandrine Dixson-Declève. El libro aborda, en forma de diálogo, cuestiones climáticas y propone soluciones para un futuro más sostenible.

## Documentales
En 2020, apareció en el documental de Nathan Grossman I am Greta.
En 2021, la RTBF produjo La meuf du climat, un documental de 52 minutos dedicado a Adélaïde Charlier. Dirigido por Quentin Ceuppens, el documental retrata a la joven Namuroise entrevistando a sus parientes, a su familia, a científicos e incluso a Greta Thunberg, convertida en una de sus mejores amigas.
En 2022, Adélaïde Charlier aparece en el documental Sœurs de combat, una película sobre el compromiso de los jóvenes a favor del clima dirigida por Henri De Gerlache. La película fue retransmitida principalmente por la RTBF.

## Reconocimientos
En septiembre de 2019, fue honrada con la Médaille du Mérite Wallon por el gobierno valón, con motivo de las Fêtes de Wallonie. Está decorada por Willy Borsus, vicepresidente de Valonia.
En enero de 2020, ganó el premio Namuroise del Año en la categoría "Compromiso con el planeta", por su lucha al frente de las marchas por el clima.
En febrero de 2022, los Lobby Awards 2021 le otorgaron el título de "Liderazgo femenino del año”.